# Kazahsztán elnökeinek listája

## Lista
| Név                           | Hivatali ideje | Kép |
| ----------------------------- | -------------- | --- |
| Nurszultan Abisuli Nazarbajev | 1991-2019      |     |
| Kaszim-Zsomart Tokajev        | 2019 óta       |     |